# Soahany
Soahany – miasto i gmina miejska (kaominina) w dystrykcie Antsalova, w regionie Melaky na Madagaskarze.

## Geografia
Miejscowość położona jest na wybrzeżu Kanału Mozambickiego u ujścia rzeki Maningoza.

## Demografia i ekonomia
W 2001 roku oszacowano liczbę jego mieszkańców na 9 600. W mieście dostępna jest edukacja podstawowa. 90% ludności pracującej trudni się rolnictwem. Główną rośliną uprawną jest tu ryż, a do innych należą  trzcina cukrowa, maniok jadalny i kukurydza. Dodatkowo 10% ludności zajmuje się połowem ryb.